# Martin Brown
Martin Brown (* 20. Jahrhundert) ist ein Filmproduzent und Artdirector.

## Karriere
Martin Browns Karriere im Filmgeschäft begann als Artdirector im Jahr 1992 bei dem Filmdrama Strictly Ballroom – Die gegen alle Regeln tanzen. Dieser Tätigkeit ging er in den Filmen Mary und Billy’s Holiday nach, bevor er dann als Filmproduzent tätig wurde. Bei William Shakespeares Romeo + Julia mit Leonardo DiCaprio als Romeo und Claire Danes als Julia wirkte Brown noch als Co-Produzent mit, der bei den British Academy Film Awards 1998 mit vier Auszeichnungen geehrt wurde, unter anderem erhielt Baz Luhrmann die Auszeichnung in der Kategorie „Beste Regie“. Mit Luhrmann war dies die zweite Zusammenarbeit. Im Anschluss realisierten sie den Film Moulin Rouge, wofür beide bei der Oscarverleihung 2002 eine Nominierung in der Kategorie „Bester Film“ erhielten. Des Weiteren wurde Brown bei den BAFTA-Awards nominiert und wurde von der Producers Guild of America mit einem PGA-Award ausgezeichnet. Dies war nach Differenzen untereinander das letzte gemeinsame Projekt. Als Filmproduzent war Brown zudem für die beiden Fernsehfilme Mermaids – Landgang mit Folgen und 1% One Percenters: Search for a Screenplay sowie für den Dokumentarfilm A Sister’s Love verantwortlich.
Seine eigene Filmproduktionsgesellschaft Martin Brown Films gründete er im Jahr 2001.

## Filmografie

### Filmproduzent
- 1996: William Shakespeares Romeo + Julia
- 2001: Moulin Rouge
- 2003: Mermaids – Landgang mit Folgen (Mermaids, Fernsehfilm)
- 2005: 1% One Percenters: Search for a Screenplay (Fernsehfilm)
- 2007: A Sister’s Love (Dokumentarfilm)
- 2008: The View from Greenhaven

### Artdirector
- 1992: Strictly Ballroom – Die gegen alle Regeln tanzen (Strictly Ballroom)
- 1994: Mary (Dokumentarfilm)
- 1995: Billy’s Holiday

## Auszeichnungen
- 2002: Oscar-Nominierung in der Kategorie „Bester Film“ für Moulin Rouge
- 2002: BAFTA-Award-Nominierung in der Kategorie „Bester Film“ für Moulin Rouge
- 2002: PGA-Award in der Kategorie „Bester Kinofilm“ für Moulin Rouge